# Pancrace de Sinzenhofen
Pancrace de Sinzenhofen (Pankraz von Sinzenhofen), mort le 24 juillet 1548 au château (de) de Wörth an der Donau, est un prélat allemand qui fut de 1538 à 1548 le quarante-septième évêque de Ratisbonne en Bavière. 

## Biographie
Après Jean III du Palatinat, Pancrace de Sinzenhofen devient évêque. D'après l'historien Josef Staber, il s'agit d'un choix des plus malheureux, car à l'époque de la Réforme où la foi protestante s'est rapidement répandue dans le diocèse, un honnête défenseur de la foi catholique aurait été nécessaire. Pancrace a indûment récompensé les capitulaires de la cathédrale qui ont voté pour lui (simonie) avec avantages. De plus, Il avait un fils qu'il avait légitimé en 1541. Staber le décrit même comme « malade mental » et le montre avec des états démentiels qui l'ont empêché d'assumer sa tâche. Des années avant sa mort, il a eu un accident vasculaire cérébral et n'a cessé dès lors d'avoir de graves problèmes de santé. Même si la Contre-Réforme n'a pas été puissante dans le diocèse de Ratisbonne, les tendances qui se sont formées au concile de Trente et dans les rangs des Jésuites ont remis de l'ordre. 
Sa pierre tombale le montre dans ses vêtements liturgiques avec tous ses insignes épiscopaux.